# Budapesti Egyetemi Atlétikai Club
El Budapesti Egyetemi Atlétikai Club é un club esportiu hongarès de la ciutat de Budapest.

## Història
El Budapesti EAC debutà a la primera divisió hongaresa la temporada 1924-25 finalitzant en novena posició. Fou finalista de la copa la temporada 1925-26.
Evolució del nom:
- 1898-1948: Budapesti Egyetemi Athletikai Club
- 1948-1949: Természettudományi MEFESz
- 1949: fusió amb Műegyetemi MEFESz
- 1949-1950: Budapesti MEFESz
- 1950-1951: Disz FSE
- 1951: fusió amb Műegyetemi AFC
- 1951-1957: Budapesti Haladás SK
- 1957-present: Budapesti Egyetemi AC

## Palmarès
- Copa d'Hongria: 
  - Finalista: 1925-26

## Entrenadors destacats
- Pál Várhidi